# Challenge de France féminin 2001/02
Der Wettbewerb um den Challenge de France féminin in der Saison 2001/02 war die erste Ausspielung des französischen Fußballpokals für Frauenmannschaften. Die Teilnahme war nur für die Frauschaften der ersten und zweiten Liga (Championnat National 1 A bzw. 1 B) verpflichtend; für diese Premiere meldeten 372 Vereine ihr Ligateam an.
In diesem Wettbewerb setzte sich der Toulouse FC im Finale gegen die Frauen des FC Lyon durch und sicherte sich dadurch den Pokal. Da Toulouse auch die Meisterschaft dieser Saison gewonnen hatte, waren die Südfranzösinnen – die größtenteils erst kurz vor Saisonbeginn vom Lokalrivalen TOAC zum TFC gewechselt waren – auch der erste Doublé-Gewinner im französischen Frauenfußball.
Der Wettbewerb wurde nach dem klassischen Pokalmodus ausgetragen; das heißt insbesondere, dass die jeweiligen Spielpaarungen ohne Setzlisten oder eine leistungsmäßige bzw. regionale Vorsortierung der Vereine aus sämtlichen noch im Wettbewerb befindlichen Klubs ausgelost wurden und lediglich ein Spiel ausgetragen wurde, an dessen Ende ein Sieger feststehen musste (und sei es durch ein Elfmeterschießen – eine Verlängerung bei unentschiedenem Stand nach 90 Minuten war nicht vorgesehen), der sich dann für die nächste Runde qualifizierte, während der Verlierer ausschied. Auch das Heimrecht wurde für jede Begegnung durch das Los ermittelt  – mit Ausnahme des Finales, das auf neutralem Platz stattfand –, jedoch mit der Einschränkung, dass Klubs, die gegen eine mindestens zwei Ligastufen höher spielende Elf anzutreten haben, automatisch Heimrecht bekamen.
Nach Abschluss der von den regionalen Untergliederungen des Landesverbands FFF organisierten Qualifikationsrunden griffen im Sechzehntelfinale auch die zwölf Erstligisten in den Wettbewerb ein.

## Sechzehntelfinale
Spiele am 17. März 2002. Die Vereine der beiden höchsten Ligen sind mit D1 bzw. D2 gekennzeichnet.
| - ESOF La Roche (D1) – FC Tours (D1) 3:1 - ESTC Poitiers (D2) – ASJ Soyaux (D1) 0:4 - AS Valentigney – FC Lyon (D1) 0:8 - FCF Lioujas – Toulouse FC (D1) 0:5 - AS Breuil-le-Vert – Saint-Brieuc FF (D1) 2:11 - Stade Quimper (D2) – FCE Arlac 3:1 - FC Domont – AS Saint-Quentin (D2) 2:0 - AF Rodez – FCF Monteux (D2) 2:2 (4:5 i. E.) | - Olympique Saint-Memmie (D1) – SC Schiltigheim (D1) 1:2 - HSC Montpellier (D1) – SC Caluire Saint-Clair (D1) 1:1 (5:4 i. E.) - Paris Saint-Germain (D1) – FCF Hénin-Beaumont (D2) 3:1 - Juvisy FCF (D1) – USO Bruay-la-Buissière (D2) 3:0 - COM Bagneux – USCCO Compiègne (D2) 0:0 (1:4 i. E.) - FC Colombes – FCF Nord Allier Yzeure (D2) 0:4 - ASC Joué-lès-Tours – UC Le Mans (D2) 1:1 (3:0 i. E.) - ES Vitrolles – FC Félines Saint-Cyr (D2) 1:1 (3:4 i. E.) |

## Achtelfinale
Spiele am 6. und 7. April 2002
| - Toulouse FC (D1) – ASJ Soyaux (D1) 4:0 - FC Lyon (D1) – FCF Nord Allier Yzeure (D2) 4:2 - ASC Joué-lès-Tours – Saint-Brieuc FF (D1) 0:9 - FC Domont – Stade Quimper (D2) 2:4 | - ESOF La Roche (D1) – Paris Saint-Germain (D1) 1:2 - FCF Monteux (D2) – HSC Montpellier (D1) 2:2 (4:3 i. E.) - SC Schiltigheim (D1) – USCCO Compiègne (D2) 2:2 (5:3 i. E.) - FC Félines Saint-Cyr (D2) – Juvisy FCF (D1) 0:1 |

## Viertelfinale
Spiele am 20. und 21. April 2002
| - Juvisy FCF (D1) – SC Schiltigheim (D1) 6:2 - Stade Quimper (D2) – FC Lyon (D1) 0:3 | - Paris Saint-Germain (D1) – Toulouse FC (D1) 0:3 - Saint-Brieuc FF (D1) – FCF Monteux (D2) 2:1 |

## Halbfinale
Spiele am 1. und 2. Juni 2002
| - FC Lyon (D1) – Saint-Brieuc FF (D1) 3:0 | - Toulouse FC (D1) – Juvisy FCF (D1) 6:2 |

## Finale
Spiel am 15. Juni 2002 im Stade Léon-Sausset von Tournon-sur-Rhône vor 800 Zuschauern
- Toulouse FC – FC Lyon 2:1 (1:0)

### Aufstellungen
Toulouse: Céline Marty – Emmanuelle Royer, Sabrina Viguier, Élodie Woock, Audrey Monicolle – Gaëlle Blouin (Gaëlle Maugeais, 77.), Marie-Ange Kramo, Karine Pavailler (Myriam Saïdi, 81.), Céline Bonnet  – Lilas Traïkia (Mélanie Briche, 80.), Sandrine Rouquet
Trainer: Jean-Pierre Bonnet
Lyon: Aurore Pegaz – Anne-Laure Casseleux, Cécile Locatelli , Marianne Grangeon, Anne-Laure Perrot (Sandrine Brétigny, 60.) – Emmanuelle Sykora, Virginie Dessalle, Carole Granjon, Valérie Dodille (Jennyfer Burlat, 81.) – Séverine Creuzet-Laplantes, Aurore Giraud (Gwenaëlle Pelé, 87.)
Trainer: Farid Benstiti
Schiedsrichterin: Noëlle Robin

### Tore
1:0 Traïkia (42.)

1:1 Dessalle (67.)

2:1 Rouquet (79.)